# Redkino (Twer, Konakowski)
Redkino (russisch Ре́дкино) ist eine Siedlung städtischen Typs in der Oblast Twer (Russland) mit 11.703 Einwohnern (Stand 14. Oktober 2010).

## Geographie
Die Siedlung liegt etwa 35 km südöstlich des Oblastverwaltungszentrums Twer zwischen der nordöstlich fließenden Wolga und deren südlich verlaufendem rechten Nebenfluss Schoscha. Von beiden Flüssen, die dort zum Iwankowoer Stausee angestaut sind, ist der Ort gut 6 km entfernt.
Redkino gehört zum Rajon Konakowski und befindet sich 30 km westsüdwestlich von dessen Verwaltungszentrum Konakowo. Es ist Sitz und einzige Ortschaft der gleichnamigen Stadtgemeinde (gorodskoje posselenije).

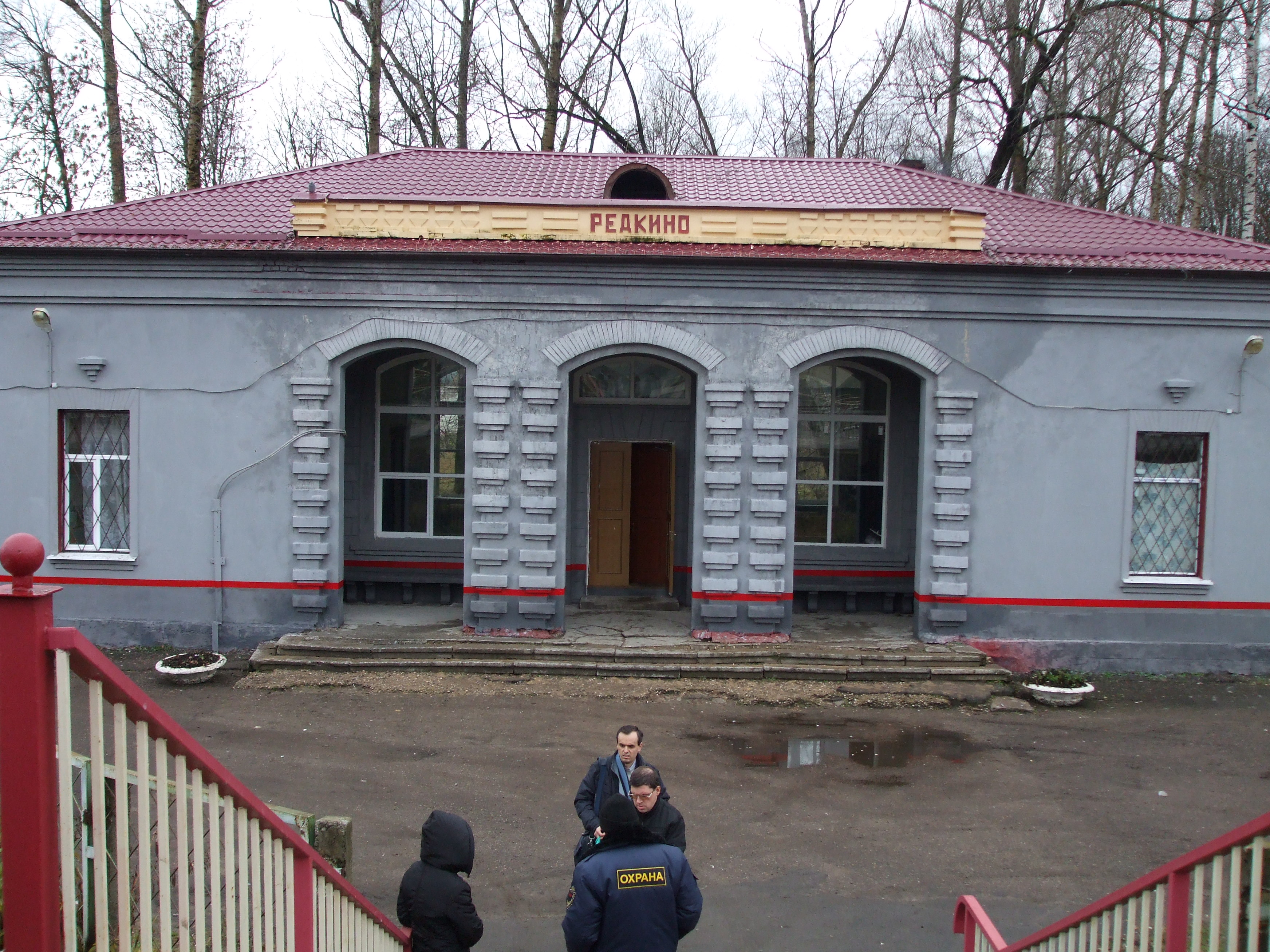
Bahnhof Redkino
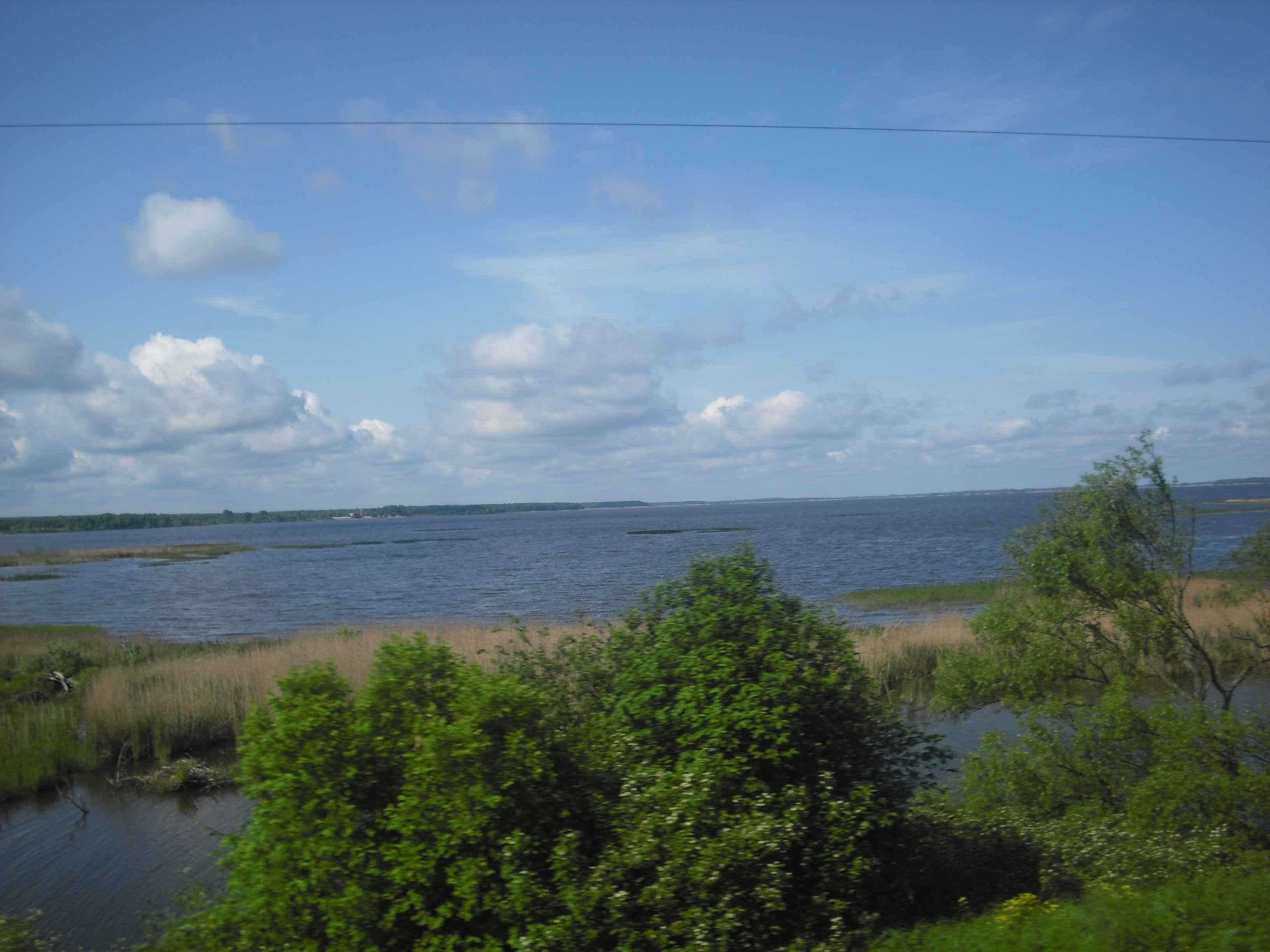
Iwankowoer Stausee südlich von Redkino, von der Bahnstrecke aus

## Geschichte
Am seit dem 16. Jahrhundert bekannten Dorf Redkino wurde 1851 die Nikolaibahn von Sankt Petersburg nach Moskau vorbeigeführt und eine Station eröffnet. In Folge entstanden in deren Umfeld einige Betriebe. Gegen Ende des 19. Jahrhunderts wurde in größerem Umfang mit dem Torfabbau begonnen, und 1902 eine Kokerei eröffnet, in der Koks aus Torf hergestellt wurde; sie brannte 1905 ab und wurde erst 1920 wiedereröffnet.
Mit der Flutung des Iwankowoer Stausees in den 1930er-Jahren wurde ein Teil der Bewohner der überfluteten Dörfer nach Redkino umgesiedelt, dessen Einwohnerzahl dadurch auf über 4000 wuchs. 1939 kam es damit in den Status einer Siedlung städtischen Typs.
Im Zweiten Weltkrieg war Redkino vom 17. November bis 13. Dezember 1941 von der deutschen Wehrmacht besetzt. Die zuvor von der zurückweichenden Roten Armee gesprengte Kokerei nahm bereits 1942 ihren Betrieb wieder auf, wurde in den 1950er-Jahren in eine Chemiefabrik umgewandelt und blieb bis zu ihrer Schließung in den 1990er-Jahren ortsbildendes Unternehmen.

### Bevölkerungsentwicklung
| Jahr | Einwohner |
| ---- | --------- |
| 1939 | 1.918     |
| 1959 | 8.418     |
| 1970 | 12.233    |
| 1979 | 14.864    |
| 1989 | 13.448    |
| 2002 | 11.887    |
| 2010 | 11.703    |

Anmerkung: Volkszählungsdaten

## Verkehr
Redkino liegt bei Kilometer 517 der auf diesem Abschnitt seit 1957 elektrifizierten Bahnstrecke Sankt Petersburg–Moskau, von der dort eine Güteranschlussstrecke zur 6 km westlich gelegenen Siedlung Isoplit abzweigt. Nach Moskau und Twer besteht Vorortzugverkehr.
Etwa 6 km nordöstlich der Siedlung führt am rechten Wolgaufer die föderale Fernstraße M10 Rossija von Moskau nach Sankt Petersburg vorbei.

## Persönlichkeiten
- Boris Worobjow (1932–2018), Schriftsteller